# Charaxes castor
Charaxes castor is een vlinder uit de familie van de Nymphalidae. De wetenschappelijke naam van de soort is voor het eerst geldig gepubliceerd in 1775 door Pieter Cramer.